# Tony Crook
Tony Crook (Mánchester, 16 de febrero de 1920-21 de enero de 2014) fue un piloto de automovilismo británico. Fue educado en el Clifton College, Bristol. Patrticipó en dos Grandea Premios de Fórmula 2 contando para el Campeonato Mundial de Pilotos, que debutó el 19 de julio de 1952. No obtuvo puntos para el campeonato. También participó en varias carreras fuera del campeonato.
Crook tuvo una carrera exitosa como piloto de carreras fuera de la Fórmula 2 acumulando casi 400 victorias entre 1946 y 1955. Su carrera terminó después de un accidente esa temporada, pero había planeado retirarse en 1955 de todos modos. En su calidad como distribuidor de automóviles en Surrey Crook se especializó en  Bristols y se convirtió en copropietario de la empresa Bristol en 1960, antes de asumir la propiedad total en 1973. Fue propietario de Bristol Cars hasta 1997 y ese año vendió una parte hasta 2002 pero permaneció en la empresa hasta 2007, cuando se jubiló.

## Resultados

### Fórmula 1
(Clave) (negrita indica pole position) (cursiva indica vuelta rápida)

| 1952    | T A D Crook | SUI | 500 | BEL | FRA | GBR 21 | GER     | NED | ITA | NC | 0 |
| 1953    | T A D Crook | ARG | 500 | NED | BEL | FRA    | GBR Ret | GER | SUI | NC | 0 |
| Fuente: |             |     |     |     |     |        |         |     |     |    |   |